# Kamehameha III
Kamehameha III ( Keauhou Bay, 17 maart 1814 - 15 december 1854), geboren als Kauikeaouli, was de derde en langst regerende koning van Hawaï. Hij volgde zijn broer Kamehameha II op na diens dood in 1825. Tijdens zijn regering veranderde zijn land van een absolute monarchie naar een constitutionele monarchie.
Kamehameha III was maar negen toen zijn zestien jaar oudere broer overleed en hij op de troon kwam. Aanvankelijk werd het bestuur waargenomen door zijn stiefmoeder Ka`ahumanu en daarna door zijn halfzuster Kinau. Na woelige eerste jaren toonde Kamehameha III zich een bekwaam bestuurder. Hij liet zich adviseren door westerlingen en voerde in 1840 een eerste grondwet in en in 1848 een wet op het eigendom van gronden (Māhele). De handel in sandelhout verminderde ten gevolge van de ontbossing, maar de economie ontwikkelde zich verder door de walvisvaart, de veeteelt en de teelt van suikerriet.
Maar zijn regering werd ook gekenmerkt door grote epidemieën en door inmenging van buitenlandse staten. In 1831 werden de katholieke missionarissen van de Congregatie van de Heilige Harten van Jezus en Maria uitgewezen door koning Kamehameha III op advies van zijn protestantse raadslieden. Deze Franse missionarissen konden pas na 1839 terugkeren toen het Franse fregat Artémise de haven van Honolulu binnenvoer en de vrijheid van godsdienst afdwong. In 1843 bezette Groot-Brittannië het koninkrijk gedurende vijf maanden. Nadat zijn soevereiniteit was hersteld, haalde Kamehameha III in een toespraak de frase "Ua mau ke ea o ka `aina i ka pono" ("Het leven van het land is bestendigd door rechtvaardigheid"). Dit werd later het motto van de Amerikaanse staat Hawaï. Ook de invloed van de Verenigde Staten als opkomende zeemacht groeide.
Kamehameha III huwde in 1837 met Kalama Hakaleleponikapakuhaili. Het echtpaar kreeg twee kinderen die jong overleden. Daarom adopteerde hij zijn neef Alexander Liholiho (de latere Kamehameha IV) en benoemde hem tot zijn opvolger.